# Keelut
Keelut, ook wel bekend als Ke'lets, Qiqion, of Qiqirn, is in de Inuitmythologie een kwaadaardige en chtonische aardgeest die op een kale hond lijkt. Men gelooft dat het schepsel de dood viert en het wordt soms gezien als een voorbode van de dood. Hij zou reizigers achtervolgen, in de nacht aanvallen en daarna doden. Omdat het wezen alleen haar op zijn voeten zou hebben, wordt gezegd dat de sporen van Keelut verdwijnen, waardoor diegene die door de entiteit wordt gevolgd de aanwezigheid van Keelut niet kan detecteren.